# Duimschroef

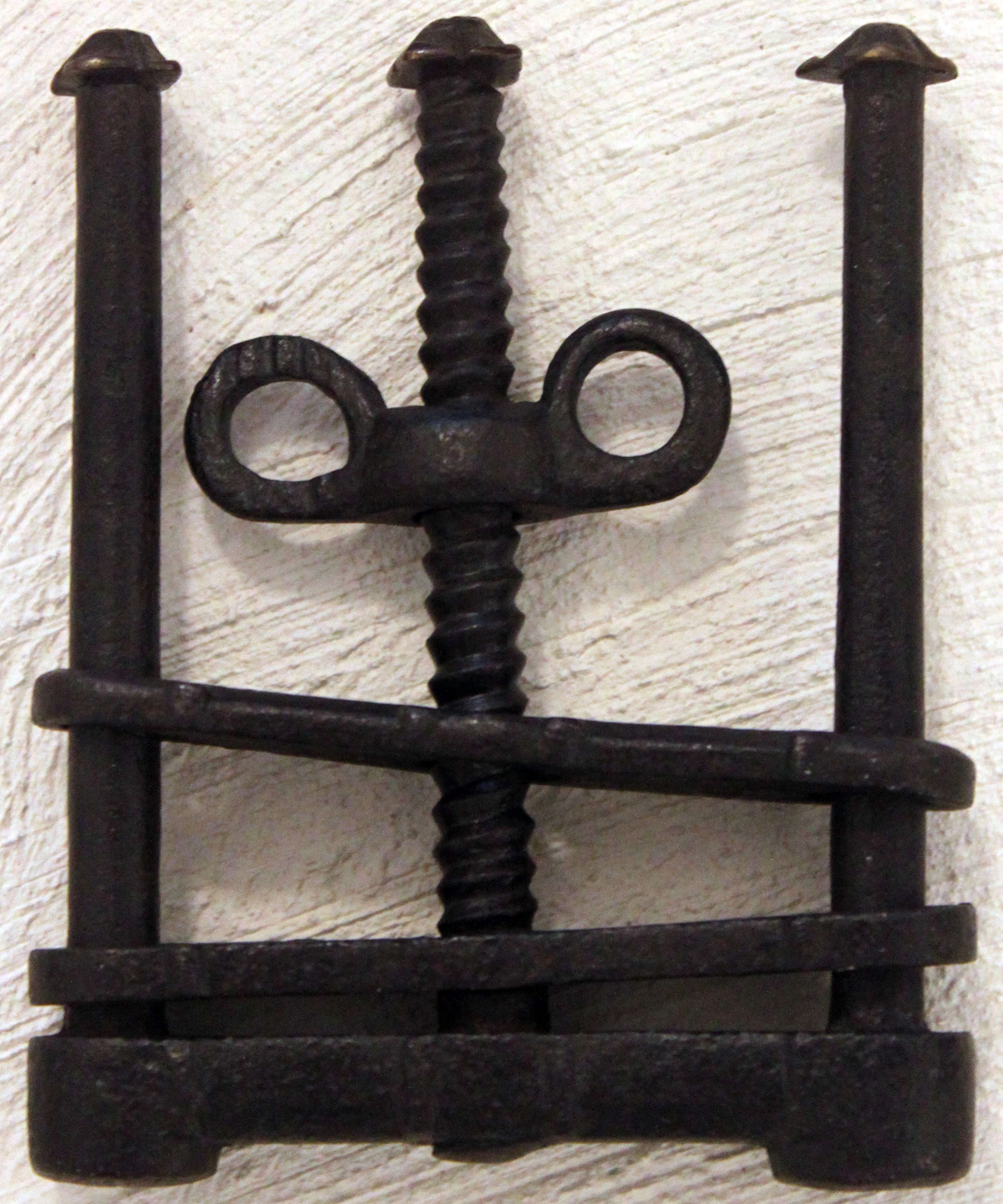
Duimschroef

Een duimschroef is een martelwerktuig, dat gebruikt werd bij gedwongen verklaringen.
Een duimschroef bestaat uit een plaat waarop je duim geplaatst werd. Eroverheen komt een beugel waardoorheen een bout geschroefd wordt. Door de schroef naar binnen te draaien wordt de duim platgedrukt, hetgeen in een grote pijn resulteert zonder meteen levensgevaarlijk letsel toe te brengen.
De duimschroef komt voor in het Nederlandse gezegde iemand de duimschroeven aandraaien, dat betekent dat iemand in een situatie wordt gebracht waarin hij weinig anders meer kan dan gehoorzamen.